# Saltator grossus
Saltator grossus là một loài chim trong họ Thraupidae.